# Temporada da Indy NXT de 2024
A Temporada da Indy NXT de 2024 é a 37ª da história da categoria e a 22ª sancionada pela IndyCar, além de ter sido a segunda temporada com o novo nome, adotado em novembro de 2022.
Foram realizadas 14 provas (2 rodadas duplas) entre os dias 10 de março (ruas de St. Petersburg, na Flórida) e 15 de setembro, em Nashville.
O campeão foi o britânico Louis Foster, da Andretti Autosport. Ele conquistou o título na etapa de Milwaukee, durante a 13ª rodada. O campeão dos rookies foi o brasileiro Caio Collet, da HMD Motorsports, que foi o terceiro na classificação geral.

## Equipes e pilotos
Todos os carros utilizam chassi Dallara IL-15 equipados com motores Mazda e pneus Firestone
| Equipe                          | No. | Pilotos              | Status | Rodadas       |
| ------------------------------- | --- | -------------------- | ------ | ------------- |
| Abel Motorsports                | 21  | Josh Mason           | R      | 1–2           |
| Abel Motorsports                | 21  | Jordan Missig        | R      | 3–4, 6, 9, 11 |
| Abel Motorsports                | 22  | Yuven Sundaramoorthy | R      | Todas         |
| Abel Motorsports                | 51  | Jacob Abel           |        | Todas         |
| Abel Motorsports                | 55  | Taylor Ferns         | R      | 10–11, 13–14  |
| Andretti Global                 | 26  | Louis Foster         |        | Todas         |
| Andretti Global                 | 27  | Bryce Aron           | R      | Todas         |
| Andretti Global                 | 28  | Jamie Chadwick       |        | Todas         |
| Andretti Global                 | 29  | James Roe Jr.        |        | Todas         |
| Andretti Cape Indy NXT          | 2   | Salvador de Alba     | R      | Todas         |
| Andretti Cape Indy NXT          | 3   | Michael d'Orlando    | R      | 1–6, 14       |
| HMD Motorsports                 | 7   | Christian Bogle      |        | Todas         |
| HMD Motorsports                 | 10  | Reece Gold           |        | Todas         |
| HMD Motorsports                 | 11  | Nolan Allaer         | R      | Todas         |
| HMD Motorsports                 | 14  | Josh Pierson         |        | Todas         |
| HMD Motorsports                 | 17  | Callum Hedge         | R      | Todas         |
| HMD Motorsports                 | 18  | Caio Collet          | R      | Todas         |
| HMD Motorsports                 | 23  | Jonathan Browne      | R      | Todas         |
| HMD Motorsports                 | 33  | Niels Koolen         | R      | 1–8, 10       |
| HMD Motorsports                 | 33  | Jagger Jones         |        | 9             |
| HMD Motorsports                 | 39  | Nolan Siegel         |        | 1–6           |
| HMD Motorsports                 | 39  | Kiko Porto           | R      | 6             |
| HMD Motorsports                 | 39  | Christian Brooks     | R      | 7–14          |
| HMD Motorsports with Force Indy | 99  | Myles Rowe           | R      | Todas         |
| Juncos Hollinger Racing         | 75  | Ricardo Escotto      | R      | 5, 7–8, 12–14 |
| Juncos Hollinger Racing         | 76  | Lindsay Brewer       | R      | 1–8           |
| Miller-Vinatieri Racing         | 40  | Jack William Miller  | R      | Todas         |

1. ↑  Nolan Siegel foi substituído por Kiko Porto após o primeiro treino da etapa de Road America, depois de ter sido escalado pela Juncos Hollinger Racing para correr no #78, herdando a vaga de Agustín Canapino na prova da IndyCar.

## Calendário
| Prova | Data           | Nome da Corrida                                      | Circuito                              | Local                   |
| ----- | -------------- | ---------------------------------------------------- | ------------------------------------- | ----------------------- |
| 1     | 1 de março     | Indy NXT by Firestone Grand Prix of St. Petersburg   | R Ruas de St. Petersburg              | St. Petersburg, Flórida |
| 2     | 28 de abril    | Indy NXT by Firestone Grand Prix of Alabama          | R Barber Motorsports Park             | Birmingham, Alabama     |
| 3     | 10 de maio     | Indy NXT by Firestone Grand Prix of Indianapolis 1   | R Indianapolis Motor Speedway (misto) | Speedway, Indiana       |
| 4     | 11 de maio     | Indy NXT by Firestone Indianapolis Grand Prix Race 2 | R Indianapolis Motor Speedway (misto) | Speedway, Indiana       |
| 5     | 2 de junho     | Indy NXT by Firestone Detroit Grand Prix             | R Ruas de Detroit                     | Detroit, Michigan       |
| 6     | 9 de junho     | Indy NXT by Firestone Grand Prix of Road America     | R Road America                        | Elkhart Lake, Wisconsin |
| 7     | 22 de junho    | Indy NXT by Firestone Grand Prix of Monterey 1       | R WeatherTech Raceway Laguna Seca     | Monterey, Califórnia    |
| 8     | 23 de junho    | Indy NXT by Firestone Grand Prix of Monterey 2       | R WeatherTech Raceway Laguna Seca     | Monterey, Califórnia    |
| 9     | 7 de julho     | Indy NXT by Firestone Grand Prix at Mid-Ohio         | R Mid-Ohio Sports Car Course          | Lexington, Ohio         |
| 10    | 13 de julho    | Indy NXT by Firestone at Iowa 100                    | O Iowa Speedway                       | Newton, Iowa            |
| 11    | 17 de agosto   | TBA                                                  | O World Wide Technology Raceway       | Madison, Illinois       |
| 12    | 25 de agosto   | TBA                                                  | R Portland International Raceway      | Portland, Oregon        |
| 13    | 31 de agosto   | Indy NXT by Firestone Milwaukee 100                  | O Milwaukee Mile                      | West Allis, Wisconsin   |
| 14    | 15 de setembro | Indy NXT by Firestone Music City 100                 | O Nashville Superspeedway             | Lebanon, Tennessee      |

## Classificação
Sistema de pontuação
| Posição | 1º | 2º | 3º | 4º | 5º | 6º | 7º | 8º | 9º | 10º | 11º | 12º | 13º | 14º | 15º | 16º | 17º | 18º | 19º | 20º |
| Pontos  | 50 | 40 | 35 | 32 | 30 | 28 | 26 | 24 | 22 | 20  | 19  | 18  | 17  | 16  | 15  | 14  | 13  | 12  | 11  | 10  |

- O piloto que larga na pole-position ganha um ponto extra.
- Cada piloto que liderar pelo menos uma volta recebe um ponto extra.
- O piloto que liderar o maior número de voltas também recebe um ponto de bonificação.
- O piloto que marcar a volta mais rápida da prova também ganha um ponto extra.

| Pos. | Piloto                 | STP | ALA | IMS | IMS | DET | ROA | LAG | LAG | MOH | IOW | GAT | POR | MIL | NSH  | Pontos |
| ---- | ---------------------- | --- | --- | --- | --- | --- | --- | --- | --- | --- | --- | --- | --- | --- | ---- | ------ |
| 1    | Louis Foster           | 3   | 5   | 7   | 1L  | 1L* | 2   | 1L* | 1L* | 2   | 1L  | 1L* | 2   | 1L* | 11L* | 639    |
| 2    | Jacob Abel             | 2   | 1L* | 1L* | 2   | 5   | 3   | 3   | 11  | 3   | 15  | 2   | 1L* | 2   | 8    | 517    |
| 3    | Caio Collet RY         | 7   | 4   | 19  | 3L* | 2   | 5   | 2   | 2   | 1L* | 17  | 14  | 4   | 8   | 3    | 436    |
| 4    | Callum Hedge R         | 11  | 9   | 4   | 10  | 3   | 6   | 12  | 16  | 4   | 4   | 5   | 13  | 11  | 16   | 332    |
| 5    | Salvador de Alba R     | 9   | 10  | 11  | 9   | 7   | 21  | 11  | 5   | 16  | 3   | 4   | 12  | 3   | 5    | 331    |
| 6    | James Roe Jr.          | 16  | 3   | 15  | 4   | 16  | 18  | 5   | 19  | 15  | 2L* | 10  | 16  | 6   | 4    | 316    |
| 7    | Jamie Chadwick         | 20  | 20  | 3   | 16  | 12  | 1L* | 9   | 6   | 10  | 7   | 16  | 14  | 5   | 17   | 310    |
| 8    | Yuven Sundaramoorthy R | 12  | 21  | 20  | 21  | 14  | 9   | 4   | 4   | 14  | 10  | 3   | 8   | 7   | 2    | 309    |
| 9    | Bryce Aron R           | 19  | 8   | 14  | 19  | 20  | 8   | 16  | 3   | 18  | 8   | 6   | 3   | 4   | 7    | 302    |
| 10   | Reece Gold             | 5   | 11  | 6   | 11  | 6   | 4   | 14  | 18  | 6   | 12  | 12  | 6   | 17  |      | 289    |
| 11   | Myles Rowe R           | 8   | 6   | 5   | 7   | 4   | 19  | 6   | 17  | 19  | 18  | 17  | 7   | 15  | 14   | 285    |
| 12   | Christian Bogle        | 10  | 13  | 9   | 15  | 11  | 14  | 7   | 8   | 11  | 6   | 8   | 11  | 14  | 11   | 284    |
| 13   | Jonathan Browne R      | 6   | 14  | 8   | 8   | 9   | 17  | 15  | 20  | 7   | 9   | 11  | 10  | 9   | 12   | 279    |
| 14   | Josh Pierson           | 13  | 17  | 21  | 12  | 8   | 7   | 13  | 9   | 9   | 11  | 13  | 9   | 12  | 10   | 264    |
| 15   | Jack William Miller R  | 18  | 12  | 16  | 18  | 15  | 15  | 10  | 10  | 12  | 14  | 18  | 15  | 16  | 15   | 216    |
| 16   | Christian Brooks R     |     |     |     |     |     |     | 8   | 7   | 5   | 5   | 7   | 5   | 10  | 9    | 208    |
| 17   | Nolan Siegel           | 1L* | 2   | 2   | 5   | 18  | Wth |     |     |     |     |     |     |     |      | 177    |
| 18   | Michael d'Orlando R    | 4   | 7   | 12  | 6   | 10  | 11  |     |     |     |     |     |     |     | 6    | 171    |
| 19   | Nolan Allaer R         | 14  | 18  | 13  | 17  | 17  | 10  | 20  | 14  | 8   |     |     |     |     | 13   | 158    |
| 20   | Niels Koolen R         | 21  | 15  | 10  | 14  | 13  | 13  | 19  | 12  |     | 13  |     |     |     |      | 140    |
| 21   | Lindsay Brewer R       | 15  | 19  | 17  | 20  | 19  | 16  | 17  | 15  |     |     |     |     |     |      | 102    |
| 22   | Jordan Missig R        |     |     | 18  | 13  |     | 20  |     |     | 17  |     | 9   |     |     |      | 74     |
| 23   | Ricardo Escotto R      |     |     |     |     | 21  |     | 18  | 13  |     |     |     | 17  | 13  |      | 59     |
| 24   | Taylor Ferns R         |     |     |     |     |     |     |     |     |     | 16  | 15  |     | 18  | 18   | 53     |
| 25   | Josh Mason R           | 17  | 16  |     |     |     |     |     |     |     |     |     |     |     |      | 27     |
| 26   | Kiko Porto R           |     |     |     |     |     | 12  |     |     |     |     |     |     |     |      | 18     |
| 27   | Jagger Jones           |     |     |     |     |     |     |     |     | 13  |     |     |     |     |      | 17     |
| Pos. | Piloto                 | STP | ALA | IMS | IMS | DET | ROA | LAG | LAG | MOH | IOW | GAT | POR | MIL | NSH  | Pontos |

| Pos. | Piloto                 | STP | ALA | IMS | IMS | DET | ROA | LAG | LAG | MOH | IOW | GAT | POR | MIL | NSH  | Pontos |
| ---- | ---------------------- | --- | --- | --- | --- | --- | --- | --- | --- | --- | --- | --- | --- | --- | ---- | ------ |
| 1    | Louis Foster           | 3   | 5   | 7   | 1L  | 1L* | 2   | 1L* | 1L* | 2   | 1L  | 1L* | 2   | 1L* | 11L* | 639    |
| 2    | Jacob Abel             | 2   | 1L* | 1L* | 2   | 5   | 3   | 3   | 11  | 3   | 15  | 2   | 1L* | 2   | 8    | 517    |
| 3    | Caio Collet RY         | 7   | 4   | 19  | 3L* | 2   | 5   | 2   | 2   | 1L* | 17  | 14  | 4   | 8   | 3    | 436    |
| 4    | Callum Hedge R         | 11  | 9   | 4   | 10  | 3   | 6   | 12  | 16  | 4   | 4   | 5   | 13  | 11  | 16   | 332    |
| 5    | Salvador de Alba R     | 9   | 10  | 11  | 9   | 7   | 21  | 11  | 5   | 16  | 3   | 4   | 12  | 3   | 5    | 331    |
| 6    | James Roe Jr.          | 16  | 3   | 15  | 4   | 16  | 18  | 5   | 19  | 15  | 2L* | 10  | 16  | 6   | 4    | 316    |
| 7    | Jamie Chadwick         | 20  | 20  | 3   | 16  | 12  | 1L* | 9   | 6   | 10  | 7   | 16  | 14  | 5   | 17   | 310    |
| 8    | Yuven Sundaramoorthy R | 12  | 21  | 20  | 21  | 14  | 9   | 4   | 4   | 14  | 10  | 3   | 8   | 7   | 2    | 309    |
| 9    | Bryce Aron R           | 19  | 8   | 14  | 19  | 20  | 8   | 16  | 3   | 18  | 8   | 6   | 3   | 4   | 7    | 302    |
| 10   | Reece Gold             | 5   | 11  | 6   | 11  | 6   | 4   | 14  | 18  | 6   | 12  | 12  | 6   | 17  |      | 289    |
| 11   | Myles Rowe R           | 8   | 6   | 5   | 7   | 4   | 19  | 6   | 17  | 19  | 18  | 17  | 7   | 15  | 14   | 285    |
| 12   | Christian Bogle        | 10  | 13  | 9   | 15  | 11  | 14  | 7   | 8   | 11  | 6   | 8   | 11  | 14  | 11   | 284    |
| 13   | Jonathan Browne R      | 6   | 14  | 8   | 8   | 9   | 17  | 15  | 20  | 7   | 9   | 11  | 10  | 9   | 12   | 279    |
| 14   | Josh Pierson           | 13  | 17  | 21  | 12  | 8   | 7   | 13  | 9   | 9   | 11  | 13  | 9   | 12  | 10   | 264    |
| 15   | Jack William Miller R  | 18  | 12  | 16  | 18  | 15  | 15  | 10  | 10  | 12  | 14  | 18  | 15  | 16  | 15   | 216    |
| 16   | Christian Brooks R     |     |     |     |     |     |     | 8   | 7   | 5   | 5   | 7   | 5   | 10  | 9    | 208    |
| 17   | Nolan Siegel           | 1L* | 2   | 2   | 5   | 18  | Wth |     |     |     |     |     |     |     |      | 177    |
| 18   | Michael d'Orlando R    | 4   | 7   | 12  | 6   | 10  | 11  |     |     |     |     |     |     |     | 6    | 171    |
| 19   | Nolan Allaer R         | 14  | 18  | 13  | 17  | 17  | 10  | 20  | 14  | 8   |     |     |     |     | 13   | 158    |
| 20   | Niels Koolen R         | 21  | 15  | 10  | 14  | 13  | 13  | 19  | 12  |     | 13  |     |     |     |      | 140    |
| 21   | Lindsay Brewer R       | 15  | 19  | 17  | 20  | 19  | 16  | 17  | 15  |     |     |     |     |     |      | 102    |
| 22   | Jordan Missig R        |     |     | 18  | 13  |     | 20  |     |     | 17  |     | 9   |     |     |      | 74     |
| 23   | Ricardo Escotto R      |     |     |     |     | 21  |     | 18  | 13  |     |     |     | 17  | 13  |      | 59     |
| 24   | Taylor Ferns R         |     |     |     |     |     |     |     |     |     | 16  | 15  |     | 18  | 18   | 53     |
| 25   | Josh Mason R           | 17  | 16  |     |     |     |     |     |     |     |     |     |     |     |      | 27     |
| 26   | Kiko Porto R           |     |     |     |     |     | 12  |     |     |     |     |     |     |     |      | 18     |
| 27   | Jagger Jones           |     |     |     |     |     |     |     |     | 13  |     |     |     |     |      | 17     |
| Pos. | Piloto                 | STP | ALA | IMS | IMS | DET | ROA | LAG | LAG | MOH | IOW | GAT | POR | MIL | NSH  | Pontos |

| Cor         | Resultado                       |
| ----------- | ------------------------------- |
| Ouro        | Vencedor                        |
| Prata       | 2º lugar                        |
| Bronze      | 3º lugar                        |
| Verde       | Entre 4º e 5º lugar             |
| Azul-claro  | Entre 6º e 10º lugar            |
| Azul-escuro | Fora do Top-10                  |
| Roxo        | Não completou a corrida         |
| Vermelho    | Não-classificado (DNQ)          |
| Marrom      | Desistiu (Wth)                  |
| Preto       | Desclassificado (DSQ)           |
| Branco      | Não largou (DNS)                |
|             | Não participou da corrida (DNP) |
|             |                                 |

| In-line notation |                                                |
| Negrito          | Pole position (1 ponto)                        |
| Itálico          | Volta mais rápida (1 ponto)                    |
| *                | Liderou o maior número de voltas (1 ponto)     |
| 1                | Treino cancelado Pontuação extra não atribuída |
| Rookie           |                                                |